# Robert Strausz-Hupé
Robert Strausz-Hupé (25 mars 1903 - 24 février 2002) est un diplomate et géopoliticien américain d'origine autrichienne.

## Biographie
Né en 1903 en Autriche, Strausz-Hupé a immigré aux États-Unis en 1923. Conseiller en matière d'investissements étrangers auprès d'institutions financières américaines, il a vu la Dépression propager la misère politique aux États-Unis et en Europe. Après l'Anschluss d'Autriche en 1938, Strausz-Hupé commença à écrire et à donner des conférences au public américain sur « la guerre à venir ». Après l'une des conférences à Philadelphie, il fut invité à donner une conférence à l'université de Pennsylvanie, événement qui le conduisit à occuper un poste de professeur à la faculté en 1940. Il devint professeur agrégé en 1946.
Strausz-Hupé a fondé le Foreign Policy Research Institute (en) à l’université de Pennsylvanie en 1955, qui est devenu indépendant en 1970. En 1957, l’Institut a publié le premier numéro de la revue trimestrielle Orbis (en), qui reste à ce jour la publication phare de l’institut. Strausz-Hupé est l'auteur ou le co-auteur de plusieurs ouvrages importants sur les affaires internationales.
Strausz-Hupé était conseiller en politique étrangère pour Barry Goldwater, qui était candidat du Parti républicain à la présidence des États-Unis en 1964 et conseillait également Richard Nixon dans le cadre de sa campagne réussie pour la présidence de 1968. Nixon a nommé Strausz-Hupé ambassadeur des États-Unis au Maroc en 1969, mais sa nomination a été bloquée par le sénateur de l'Arkansas, J. William Fulbright, président du comité des affaires étrangères, au motif que Strausz-Hupé se montrait trop dur vis-à-vis du communisme. L’année suivante, il fut nommé ambassadeur des États-Unis au Sri Lanka et aux Maldives, puis ambassadeur auprès de la Belgique (1972-1974), de la Suède (1974-1976), de l’OTAN (1976-1977) et de la Turquie (1981-1989).
En 1989, prenant sa retraite après huit années passées au poste ambassadeur en Turquie, Strausz-Hupé rejoint le comité des affaires étrangères en tant que diplomate en résidence et président émérite.
Strausz-Hupé décède chez lui à Newtown Square, en Pennsylvanie, le 24 février 2002, à l'âge de 98 ans.

## Œuvres
- Axis America: Hitler Plans Our Future (1941) ;
- Geopolitics: The Struggle for Space and Power (1942) ;
- The Balance of Tomorrow:  Power and Foreign Policy in the United States (1945) ;
- International Relations (1950) ;
- The Zone of Indifference (1952) ;
- The Estrangement of Western Man (1953) ;
- A Forward Strategy for America (1955) ;
- Power and Community (1956) ;
- (co-editor) The Idea of Colonialism (1958) ;
- Protracted Conflict (1959) ;
- (with others) Building the Atlantic World (1963) ;
- In My Time: An Eclectic Autobiography (1965) ;
- Strategy and Values: Selected Writings of Robert Strausz-Hupé (1973) ;
- Democracy and American Foreign Policy: Reflections on the Legacy of Alexis de Tocqueville (1995).